# Zonnekind
Zonnekind is een Nederlandstalig educatief kindertijdschrift uit België.
Het weekblad richt zich exclusief op kinderen van het eerste en tweede leerjaar van het lager onderwijs. Sinds 1958 verschijnt er wekelijks (in het begin tweewekelijks) een editie van Zonnekind, uitgegeven door Uitgeverij Averbode.
De huidige hoofdredacteur is Sonja Wuytens.
De krant De Standaard kondigt in januari 2024 af dat de schooltijdschriften Zonneland, Zonnestraal, Zonnekind en Doremi aan hun laatste schooljaar bezig zijn. Uitgeverij Plantyn, dat Averbode overnam, doekt ze op. De reeks Vlaamse Filmpjes, ook van Averbode, blijft wel bestaan.